# Сиуда, Илья Петрович
Илья Петрович Сиуда (1914—1992) — советский учёный-энергетик, доктор технических наук (1967), профессор (1969).

## Биография
Родился 10 мая 1914 года в Баку.
В 1938 году окончил энергетический факультет Новочеркасского политехнического института (НПИ, ныне Южно-Российский государственный политехнический университет).
По окончании вуза остался в нём работать. В 1938—1941 годах являлся ассистентом кафедры «ЦЭС, сети и системы». С началом Великой Отечественной войны был мобилизован в Красную армию, где занимал должности от командира взвода до командира миномётного полка и начальника штаба танкового корпуса. Участвовал в боях под Москвой и на Курской дуге, в форсировании Днепра и Одера. Окончил войну в звании майора.
После войны вернулся в родной институт, где проработал до конца своей жизни, пройдя путь ассистента кафедры «ЦЭС», старшего преподавателя кафедры «Электрические станции, сети и системы», заведующего кафедрой «Электрические системы и сети». В 1953 году в Московском энергетическом институте защитил кандидатскую диссертацию на тему «К вопросу экономичности режимов работы длинных линий электропередач». В 1966 году в Киевском политехническом институте защитил докторскую диссертацию на тему «Параметры и расчет электрических режимов работы дальних передач переменного тока».
Умер 7 сентября 1992 года в городе Новочеркасске, где и был похоронен.

## Научная деятельность
Его научная деятельность была связана с выбором оптимальных схем, режимов работы и устойчивости дальних электропередач. Илья Сиуда был в числе инициаторов открытия в институте новой специальности — «Электрические системы и сети», много сделал для организации и совершенствования учебного процесса: разработаны конспекты лекций по специальным дисциплинам, написано 18 учебно-методических пособий. В 1969 году новая кафедра была открыта, и Илья Петрович заведовал ею до 1986 года.
И. П. Сиудой было подготовлено 16 кандидатов технических наук. Он является автором более 70 опубликованных работ, некоторые из которых были изданы издательством «Высшая школа», а также ряда изобретений.

## Награды
За боевые и трудовые заслуги был награждён орденами Красного Знамени (1945), Красной Звезды (1943), Отечественной войны I степени (1944), Александра Невского (1945), и «Знак Почета», а также медалями.